# Boekenbergpark
Het Boekenbergpark is gelegen in Deurne-Zuid (Antwerpen) aan het Eksterlaar, tussen de Unitaslaan en de Van Baurscheitlaan (toegang zwemvijver). Het park is 10 hectare groot en werd circa 1800 aangelegd rond een buitenverblijf in rococostijl als reusachtig kitschdecor van folly's. De ruïnetoren en het grottencomplex met ondergronds botenhuis en ijskelder zijn bewaard gebleven en bieden onderdak aan het Natuurhistorisch Museum Boekenberg en een speleologische stichting. Vandaag wordt het park onderhouden als een mini-bos, dit wil zeggen dat de natuur in dit park binnen bepaalde grenzen haar gang kan gaan doordat er alleen noodzakelijk beheer plaatsvindt.

## Kasteel Boekenberg
Het belangrijkste gebouw in het park is het Kasteel Boekenberg, een hof van plaisantie uit de 18e eeuw (de eerste nederzetting dateert uit de 16e eeuw). 

## Speelterrein
De speeltuin in Boekenbergpark is een speelplek in een groene omgeving, hij werd in 2012 geheel vernieuwd omwille van de veiligheid.  Het speelterrein werd ingedeeld in vier verschillende speellandschappen, er is een speellandschap voor elke leeftijdsgroep. Deze vierdelige structuur is een voortzetting van de indeling van de vroegere kasteeltuin. 

## Zwemvijver
De zwemvijver in het Boekenbergpark in Deurne was in 2007 de eerste ecologische zwemvijver van België en meteen ook de grootste van Europa. Er zijn twee baden aanwezig, het groot bad (diepte 1,80m – 2,50m) en het klein bad (diepte 50cm). Speciaal bodemmateriaal en een helofytenfilter van meer dan 22.000 planten zuiveren het water op een natuurlijke manier. Naast de zwemvijver is er een ligweide aanwezig. De zwemvijver Boekenberg is vrij toegankelijk van half mei tot half september. Gedurende de rest van het jaar wordt de vijver uitsluitend gebruikt voor winterzwemmen door de Deurnese IJsberen.
Bij de vijver stond ook een Chinese pagodetoren. De toren die 26 meter hoog was werd gebouwd tussen 1800 en 1805, kwam in 1920 in handen van de gemeente Deurne en werd afgebroken in 1955 omdat hij zogenaamd bouwvallig was. In werkelijkheid was het om het erin verwerkte metaal te doen. Zo bevatte het inwendige van de toren die als watertoren dienst deed een groot koperen watervat.

## Natuurhistorisch museum
In 1961 werd het grottencomplex met ijskelders in het Boekenbergpark toepasselijk verhuurd aan de  Speleologische Stichting Deurne (S.S.D.). Hieruit groeide een wetenschappelijke werkgroep die de gangen en de ondergrondse vertrekken ging benutten. Dit allemaal vormden ze om tot een Natuurhistorisch museum. Op 1 september 1963 werd het Natuurhistorisch Museum Boekenberg officieel geopend. Door de geregelde vernieuwingswerken en door het uitbreiden van de verzameling wordt dit museum tegenwoordig gerangschikt onder de beste particuliere natuurhistorische musea. Bij mensen die zich bezighouden met paleontologie, archeologie, mineralogie en prehistorie heeft het museum internationale faam weten te verkrijgen.